# Зеебоден
Зеебоден (на немски: Seeboden am Millstätter See) е селище в Южна Австрия. Разположен е на западния бряг на езерото Милщетер Зее в окръг Шпитал ан дер Драу на провинция Каринтия. Надморска височина 618 m. Отстои на около 70 km северозападно от провинциалния център град Клагенфурт и на 4 km на север от окръжния център Шпитал. Население 6093 жители към 1 април 2009 г.